# Robert Cornthwaite (football)
Robert Cornthwaite, né le 24 octobre 1984 à  Blackburn (Angleterre), est un footballeur australien. Il joue au poste de défenseur avec l'équipe d'Australie et le club de Chunnam Dragons.
Il possède également la nationalité anglaise.

## Biographie

### Carrière en équipe nationale
Robert Cornthwaite est convoqué pour la première fois par le sélectionneur national Pim Verbeek pour un match des éliminatoires de la Coupe d'Asie 2011 face au Koweït le 5 mars 2009. Il entre en jeu à la place de Craig Moore à la 86e minute de jeu.
Il compte 5 sélections et 2 buts avec l'équipe d'Australie depuis 2009.

## Palmarès
- Avec Adelaide United :
  - Champion d'Australie en 2006.
  - Finaliste de la Ligue des champions en 2008.

## Statistiques

### Statistiques en club
| Saison                | Club                  | Championnat           | Championnat | Championnat | Coupe(s) nationale(s) | Coupe(s) nationale(s) | Compétition(s) continentale(s) | Compétition(s) continentale(s) | Compétition(s) continentale(s) | Coupe du monde des clubs de la FIFA | Coupe du monde des clubs de la FIFA | Sélection | Sélection | Sélection | Total | Total |
| Saison                | Club                  | Division              | M.          | B.          | M.                    | B.                    | Comp.                          | M.                             | B.                             | M.                                  | B.                                  | Équipe    | M.        | B.        | M.    | B.    |
| 2005 - 2006           | Adelaide United       | A-League              | 12          | 0           | -                     | -                     | -                              | -                              | -                              | -                                   | -                                   | -         | -         | -         | 12    | 0     |
| 2006 - 2007           | Adelaide United       | A-League              | 8           | 1           | -                     | -                     | -                              | -                              | -                              | -                                   | -                                   | -         | -         | -         | 8     | 1     |
| 2007 - 2008           | Adelaide United       | A-League              | 19          | 0           | -                     | -                     | ACL                            | 3                              | 1                              | 3                                   | 0                                   | -         | -         | -         | 25    | 1     |
| 2008 - 2009           | Adelaide United       | A-League              | 20          | 2           | -                     | -                     | ACL                            | 3                              | 0                              | -                                   | -                                   | Australie | 1         | 0         | 24    | 2     |
| 2009 - 2010           | Adelaide United       | A-League              | 19          | 0           | -                     | -                     | ACL                            | 7                              | 2                              | -                                   | -                                   | -         | -         | -         | 26    | 2     |
| 2010 - 2011           | Adelaide United       | A-League              | 25          | 1           | -                     | -                     | -                              | -                              | -                              | -                                   | -                                   | -         | -         | -         | 25    | 1     |
| 2011                  | Chunnam Dragons       | K-League              | 17          | 1           | 2                     | 0                     | -                              | -                              | -                              | -                                   | -                                   | -         | -         | -         | 19    | 1     |
| 2012                  | Chunnam Dragons       | K-League              | 31          | 3           | 2                     | 1                     | -                              | -                              | -                              | -                                   | -                                   | Australie | 4         | 2         | 37    | 6     |
| 2013                  | Chunnam Dragons       | K-League              | -           | -           | -                     | -                     | -                              | -                              | -                              | -                                   | -                                   | -         | -         | -         | 0     | 0     |
| Total sur la carrière | Total sur la carrière | Total sur la carrière | 151         | 8           | 4                     | 1                     | -                              | 13                             | 3                              | 3                                   | 0                                   | Australie | 5         | 2         | 176   | 14    |

### Buts internationaux
| Buts de Robert Cornthwaite en sélection | Buts de Robert Cornthwaite en sélection | Buts de Robert Cornthwaite en sélection  | Buts de Robert Cornthwaite en sélection | Buts de Robert Cornthwaite en sélection | Buts de Robert Cornthwaite en sélection | Buts de Robert Cornthwaite en sélection        | Buts de Robert Cornthwaite en sélection |
|                                         | Date                                    | Lieu                                     | Adversaire                              | Score                                   | Résultat                                | Compétition                                    |                                         |
| --------------------------------------- | --------------------------------------- | ---------------------------------------- | --------------------------------------- | --------------------------------------- | --------------------------------------- | ---------------------------------------------- | --------------------------------------- |
| 1                                       | 14 novembre 2012                        | Hwaseong Stadium, Hwaseong, Corée du Sud | Corée du Sud                            | 1 - 2                                   | 1-2                                     | Match amical                                   |                                         |
| 2                                       | 9 décembre 2012                         | Hong Kong Stadium, Hong Kong             | Taipei chinois                          | 2 - 0                                   | 8-0                                     | Éliminatoires de la Coupe d'Asie de l'Est 2013 |                                         |